# Trelstrup Skov
Trelstrup Skov (dansk) eller Drelsdorfer Forst (tysk) er et skovområde beliggende sydøst for Østeråen og øst for landsbyen Trelstrup (-Østermark) på gesten i det vestlige Sydslesvig. Skoven strækker sig administrativt over kommunerne Trelstrup (hovedparten), Fjolde (i øst) og Bomsted (i syd) i Nordfrislands kreds i den nordtyske delstat Slesvig-Holsten. Den statsejede skov blev i 1890 anlagt for at stoppe sandflugten, som hærgede gesten mellem Husum og Bredsted. Skovens areal udgør ca. 350 ha sammenhængende skov. Den er en blandingsskov med såvel nåle- som løvskov, som giver en mere stabil skov. Før stormene i 2013/2014, hvor næsten en tredjedel af træerne forsvandt, var der især nåletræer.
Nærliggende landsbyer er Lyngsted, Nordsted og Spinkebøl (Fjolde Sogn i øst), Kolkærhede (i nord i Joldelund Sogn) og Bomstedmark (i Trelstrup Sogn i syd). Lidt syd for Trelstrup Skov ligger skoven Haaks.